# ملعب كانكو
ملعب كانكو (باليابانية: 岡山県総合グラウンド陸上競技場) ، هي ملعب رياضي لكرة القدم في اليابان، أسست الملعب سنة 1957م، وجدد البناء سنة 2003م، وتتبع الملعب لمحافظة أوكاياما اليابانية.

## وصلة خارجية
- J. League stadium guide (باليابانية)